# Graf-Rasso-Gymnasium Fürstenfeldbruck

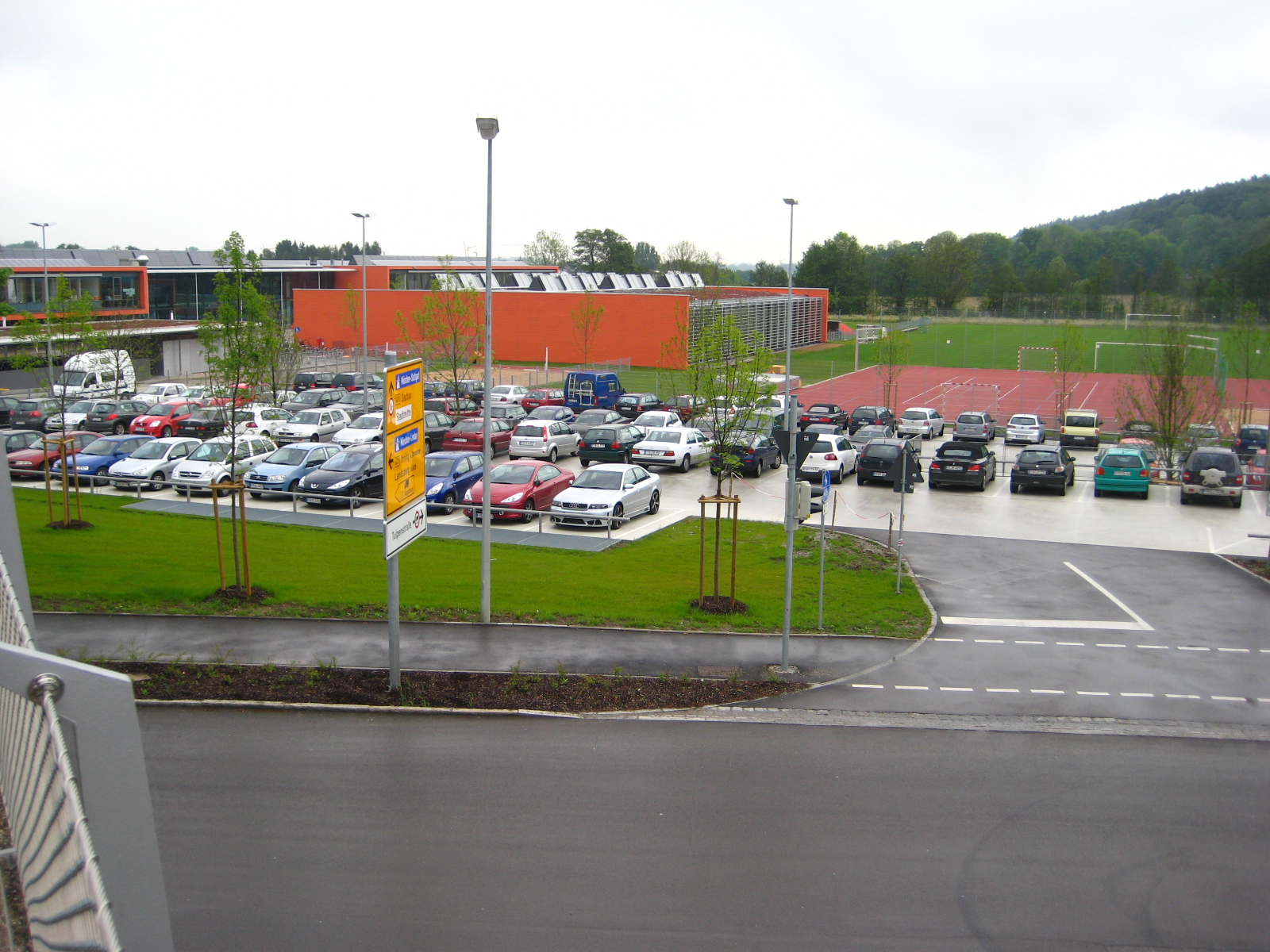
Schulzentrum Am Tulpenfeld, Das neue GRG

Das Graf-Rasso-Gymnasium (GRG) in der Kreisstadt Fürstenfeldbruck ist das ältere der beiden Gymnasien der Stadt. Es ist ein naturwissenschaftlich-technologisches und sprachliches Gymnasium mit etwa 930 Schülern, die von 80 haupt- und nebenamtlichen Lehrkräften unterrichtet werden (Stand 2024).

## Namenspatron
Das Graf-Rasso-Gymnasium ist nach dem Grafen Rasso benannt, der als Burgherr und späterer Klostergründer in Grafrath zu hohem Ansehen in der Region gelangte. 
Der heilige Rasso (* um 910 n. Chr.; † um 954) war in der Karolingerzeit (nach älterer Überlieferung im 9., nach späterer Überlieferung im 10. Jahrhundert) Graf im Gebiet zwischen Ammersee und Starnberger See und machte sich einen Namen als Kirchenstifter und Klostergründer in Wörth, einer von Amper und Ampermoos umschlossenen Insel im heutigen nach ihm benannten Grafrath. Sein Grab befindet sich in der Wallfahrtskirche St. Rasso (Grafrath).

## Schulprofil
Nach dem Doppelabiturjahr 2011 war das GRG nur noch ein Achtjähriges Gymnasium (G8). Seit dem Schuljahr 2017/18 absolvieren Fünftklässler jedoch wieder das Neunjährige Gymnasium.
Der Unterricht unterscheidet sich ab der Jahrgangsstufe 6 lediglich hinsichtlich der zweiten Fremdsprache (Latein oder Französisch). Die Fremdsprachenwahl wird in der zweiten Hälfte des Schuljahrs getroffen, in dem ein Schüler die 5. Jahrgangsstufe besucht. Schüler, die für die 6. Jahrgangsstufe Französisch als zweite Fremdsprache gewählt haben, sind bereits auf den naturwissenschaftlich-technologischen Zweig festgelegt, der in der 8. Jahrgangsstufe beginnt.

### Naturwissenschaftlich-technologisches Gymnasium
Das naturwissenschaftlich-technologische Gymnasium beginnt in der 8. Jahrgangsstufe. Ab dieser Stufe erhalten die Schüler Unterricht in Chemie und Informatik (Sprachenfolge EL oder EF).

### Sprachliches Gymnasium
Das sprachliche Gymnasium beginnt ebenfalls in der 8. Jahrgangsstufe. Voraussetzung für diesen Zweig ist, dass in der 6. Jahrgangsstufe Latein als zweite Fremdsprache belegt wird. Mit der 8. Jahrgangsstufe beginnt der Unterricht in Französisch als dritte Fremdsprache. Der Chemieunterricht beginnt in der 9. Jahrgangsstufe. Informatik ist im neunjährigen Gymnasium nur in der 11. Jahrgangsstufe Teil des Pflichtfächerprogramms (Sprachenfolge ELF).

### Schwerpunkte
Das GRG bietet ein zusätzliches Angebot an unterrichtlich integrierten Projekten, Wahlkursen und außerunterrichtlichen Aktivitäten an. 
- Aktivitäten zur Leseförderung z. B. mit Ausstellungen und Autorenlesungen zur Jugend- und Erwachsenenliteratur;
- Austauschbeziehungen mit Großbritannien, Frankreich und der Schweiz
- Wahlkurse:  Musik (Chöre, Ensembles, Percussion); Theater (Impro-Theater); Naturwissenschaften (Jugend forscht, Robotik), Sport (Ballsportarten, Artistik/Zirkus) u.v.m
- Integrierte Wettbewerbsbeiträge in den Naturwissenschaften (u. a. „Jugend experimentiert“ und Jugend forscht);
- Veranstaltungen mit Zeitzeugen, Politikern und Experten zur politischen Bildung;
- Musikgruppen mit Veröffentlichungen und Konzerten (u. a. im Sparkassensaal, Kloster Fürstenfeld);
- Theatergruppen, die in vergangenen Jahren mit mehreren Auszeichnungen bedacht wurden;
- Ein vielfältiges soziales Engagement der Schülerschaft sowohl in der Schule als auch darüber hinaus.

Daneben verfügt das GRG über eine Mittagsbetreuung für Unterstufen-Schüler. Zusätzlich bietet es eine nachmittägliche Hausaufgabenbetreuung durch Oberstufen-Schüler an.
Der Förderverein unterstützt in Kooperation mit dem Elternbeirat die Arbeit an der Schule.
Das Graf-Rasso-Gymnasium ist eine mehrfach ausgezeichnete Umweltschule.

## Geschichte

### Schulgründung als Zweigstelle der ORS München-Pasing (1947–1950)
Den Unterrichtsbetrieb der Zweigstelle eröffnete am 5. Dezember 1947 ein Gottesdienst beider Konfessionen und eine schlichte, musikalisch umrahmte Feierstunde im Jungbräusaal, an der auch Vertreter der Besatzungsmacht und der Behörden teilnahmen. Die 164 Schüler, darunter 53 Mädchen waren in drei 1. Klassen, eine 2. Klasse und eine 3. Klasse gegliedert. Die Schulmöbel kamen von der Landespolizeischule, der Volksschule und der Berufsschule. Im März 1948 trafen die von der Stadtverwaltung neu beschafften 70 Schulbänke ein.
Mit dem Schuljahr 48/49 vermehrte sich die Zahl der Klassenzimmer für die nunmehr 261 Schüler um zwei große Räume im 1. Stock des Bichlerbräus. Trotz der Raumenge wurde in zwei Schichten voller stundenplanmäßiger Unterricht erteilt, von 1949 an sogar in den vorgeschriebenen 50-Minuten-Stunden.

### Etablierung der Schule (1950–1955)
Im September 1951 kamen zwei weitere Klassenzimmer und ein Büroraum hinzu. So erhielt die Oberrealschule für ihre nunmehr 403 Schüler den gesamten ersten Stock des alten Knabenschulhauses und verfügte über sechs Klassenzimmer, einen Ausweichraum, einen Physik- bzw. Chemiesaal. 1952 wurde die neue Knabenvolksschule bei der Jahnhalle fertiggestellt und im September 1952 erhielt die Schule das gesamte Gebäude der alten Knabenschule. Im Jahr 1950 bekam sie die Erlaubnis, die Mittelstufen-Klassen 3 bis 6 aufzubauen.
Mit Wirkung vom 1. Januar 1951 bekam die Schule ihre schulische Selbstständigkeit, blieb jedoch haushaltsrechtlich der Oberrealschule München-Pasing angeschlossen.

### Oberrealschule Fürstenfeldbruck (1955–1959)
Am 1. Dezember 1956 wurde die Schule zu einer selbstständigen staatlichen Höheren Schule, einer 'Vollanstalt', und trug ab jetzt die Bezeichnung Oberrealschule Fürstenfeldbruck. So konnte 1959 der erste Jahrgang das Abitur ablegen. Am 1. Dezember 1956 wurde auch das neue Schulgebäude auf der sog. Theresienwiese eröffnet. Stadt und Landkreis hatten den Bau ermöglicht, für die Einrichtung kam der Staat auf.

### Turnhallenbau und Umbenennung (1960–1965)
1960 wurde der humanistische Zweig der Schule aufgegeben.
1963 erhielt die Schule ihre erste Turnhalle. 
1964 erfolgte die Umbenennung der Schule in Gymnasium Fürstenfeldbruck. 

### Wachsende Schülerzahlen und Neubau (1965–1969)
Stetig steigende Schülerzahlen machten schließlich einen Neubau erforderlich, der in der Folge auch die Einführung eines neusprachlichen Zweigs ermöglichte.

### Schülerhöchststand und Namensgebung (1970–1975)
Gleich zu Beginn der Amtszeit von Rolf Feuerlein (1969–1979) als Leiter der Schule wurde diese um den Erweiterungsbau am Hauptgebäude ergänzt. Innerhalb von vier Jahren waren die Schülerzahlen von 800 auf fast 1400 angestiegen, Klassenstärken von mehr als 40 waren die Regel. Der Ruf nach einem zweiten Brucker Gymnasium wurde laut, da das GRG restlos überfüllt war. 
1971–1973 gab es wieder Schichtunterricht. Die Schülerzahl erreichte 1972/73 einen Höchststand von 1347 Schülern.
1973 wurde das Viscardi-Gymnasium im Westen der Kreisstadt erbaut und Aurelius Patscheider übernahm als Gründungsdirektor die dortige Leitung. Gleichzeitig fing man an, im Landkreis weitere Gymnasien zu bauen.
Im Januar 1974 verlieh der Staatsminister für Unterricht und Kultus der Schule den Namen Graf-Rasso-Gymnasium.

### Einführung der Kollegstufe und Modernisierung der Arbeitsmittel (1976–1979)
1977 wurde die Kollegstufe eingeführt und im Jahr 1978 das erste Kopiergerät angeschafft. Am 14. Dezember 1979 wurde Rolf Feuerlein als Direktor der Schule verabschiedet.

### Umbau Hauptgebäude und Fertigstellung der Doppelturnhalle (1980–1986)
Zu Beginn des Jahres 1980 wurde Josef Förg neuer Schulleiter. 
Neben Umbauarbeiten am Hauptgebäude wurde 1983 schließlich auch die Doppelturnhalle fertiggestellt. Die Räumlichkeiten der alten Knabenschule wurden der Schule wieder als Nebengebäude zugewiesen.

### Das GRG von 1986–1997
Im August 1992 wurde Dieter Zerlin neuer Schulleiter.

### Das GRG von 1997–2008
Im Jahre 2006 bekam das GRG mit Doris Hübler erstmals eine Schulleiterin. Im Jahr 2008 folgte dann schließlich der Umzug in das neue Schulzentrum am Tulpenfeld.

### Das GRG von 2008–2024
Im Februar 2024 wurde Jan Wolthuis zum neuen Schulleiter ernannt.

## Der Umzug ins neue Schulzentrum Am Tulpenfeld (Herbst 2008)

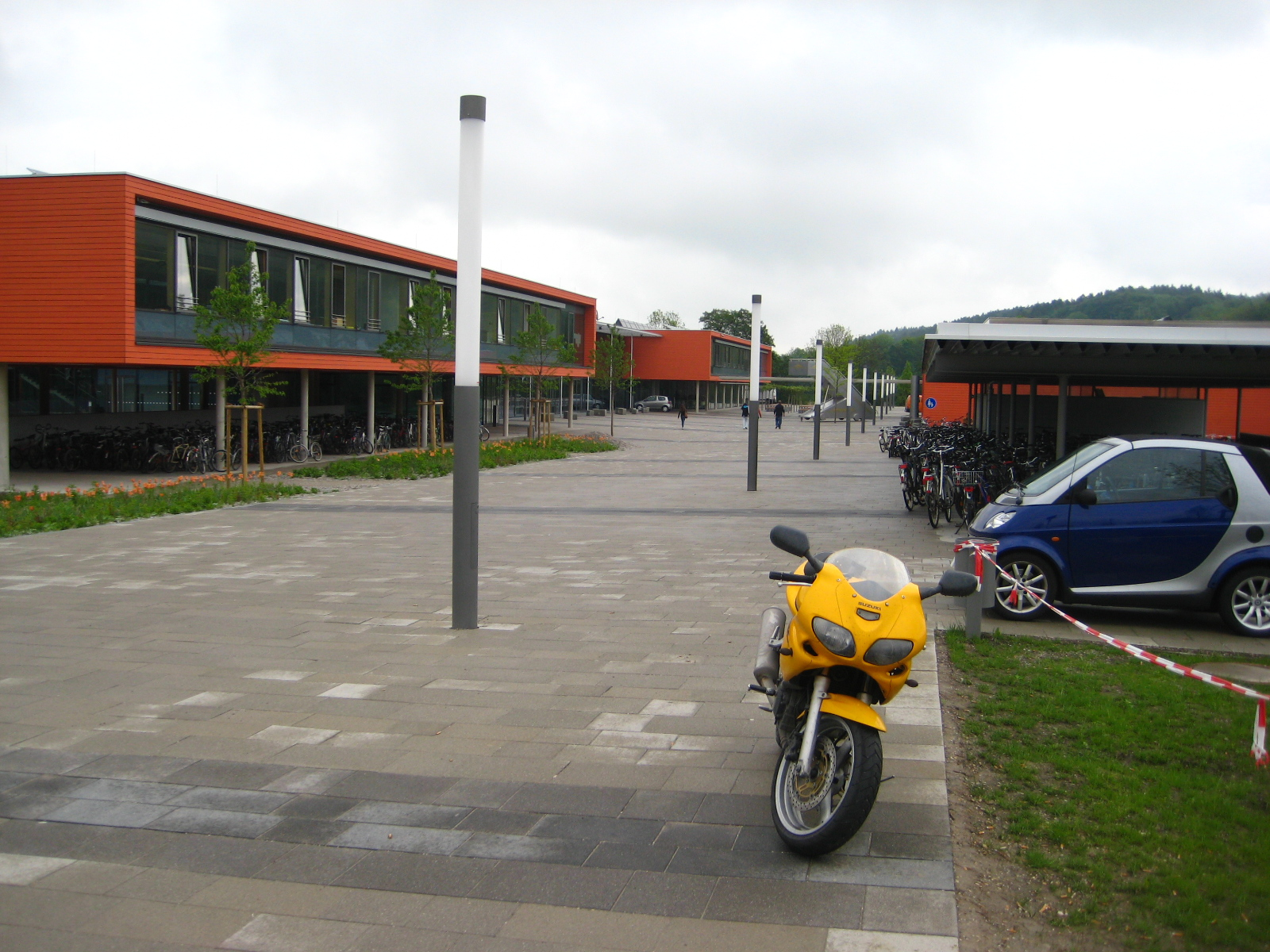
Schulzentrum Am Tulpenfeld, Eingang für FOS/BOS und GRG

Nach einem halben Jahrhundert am Theresianumweg begann 2008 eine neue Epoche für das älteste Brucker Gymnasium. Zum Beginn des Schuljahres wurde das neue Schulzentrum eingeweiht und vom GRG und von der Fach- und Berufsoberschule bezogen. Mit einem Festakt wurde am Samstag, dem 20. September, das Schulzentrum am Tulpenfeld und damit das neue Graf-Rasso-Gymnasium eingeweiht. Im Beisein des Architekten Kurz, des Landrats Karmasin und des BOS/FOS-Schulleiters Kolbe wurde der GRG-Schulleiterin Doris Hübler der symbolische Schlüssel überreicht.

## Schulvereine – Förderverein und Rassoianer
Der Förderverein sammelt Spenden ein, welche ausschließlich den Fachschaften und den Schülern zugutekommen.
Seit mehreren Jahren besteht eine Ganztagsbetreuung. Der operative Betrieb erfolgt zum Teil in Zusammenarbeit mit der Schule durch den „Verein der Freunde und Förderer des Graf-Rasso-Gymnasiums“ unter Leitung des Elternbeirats. Als wesentlicher Bestandteil der Ganztagsbetreuung wird eine beitragsfreie Nachmittagsbetreuung für Schüler der 5.–7. Jahrgangsstufe angeboten. Dieses Angebot wird zurzeit von circa 100 Schülern genutzt.
Die Rassoianer e.V. sind ein Verein ehemaliger GRG-Mitglieder. Ähnlich wie die Alumni-Vereinigungen an Hochschulen und anderen Gymnasien verfolgt er im Wesentlichen drei Ziele:
- Aufbau eines Netzwerkes von ehemaligen und aktiven Schülerinnen und Schülern, Eltern sowie Lehrerinnen und Lehrern,
- Weitergabe der Ausbildungs-, Studien- und Berufserfahrung an die jetzige Schülergeneration und
- gezielte Unterstützung von Schulprojekten mit Geldspenden.

## Liste der Schulleiter
- Hans Lindemann
- Joseph Straßer
- Johann Ritter und Edler von Schmädel
- Rolf Feuerlein (1969–1979)
- Josef Förg (1980–1992)
- Dieter Zerlin (1992–2004)
- Doris Hübler (2004–2024)
- Jan Wolthuis (seit 2024)